# Gordon Donald Simons
Pour les articles homonymes, voir Simons.
Gordon Donald Simons CQ, B.Com, MBA, né le 3 janvier 1929 dans la ville de Québec et mort le 29 septembre 2018 dans la même ville, est un homme d'affaires canadien de la région de Québec.

## Biographie
Gordon Donald Simons a eu son Baccalauréat en commerce à l’université McGill pour ensuite effectuer une maîtrise en administration des affaires, avec mention honorable, à l’université Northwestern de Chicago. Il fait partie de la quatrième génération de la famille Simons à avoir repris l'entreprise familiale fondée en 1840 par John Simons. C’est sous sa direction au sein de l’entreprise que les succursales de Place-Sainte-Foy (1961), les Galeries de la Capitale (1982), centre-ville de Montréal (1999), Sherbrooke (1999), Saint-Bruno (2001) et finalement Laval (2002) se sont ouvertes. La Maison Simons lui doit aussi l’instauration de plusieurs marques exclusive comme Twik, le 31, la Lingère, la Contemporaine et la Guêpière.
Il va de tradition que la famille Simons soutienne de nombreux organismes. Gordon Donald Simons ne fait pas exception à la règle et pour cause, il a fait partie de l’Association des marchands de place de l’Hôtel-de-Ville à Québec, il a été président du conseil d’administration de l’Hôpital Jeffery Hale et administrateur fondateur du Carnaval de Québec. La culture est un domaine qui lui tient également très à cœur, on retrouve des œuvres d’artistes québécois dans tous ses magasins.
Les organismes qui lui tiennent le plus à cœur sont notamment : l’Opéra de Québec, l’Orchestre symphonique de Québec et l’Orchestre symphonique de Sherbrooke.
Gordon Donald Simons, à la retraite, est quelque peu actif dans l'entreprise familiale qui est dirigée par Peter Simons.
Il a été promu chevalier de l'Ordre national du Québec en 2005.